# Selkäsaari (ö i Lappland, Rovaniemi, lat 66,88, long 25,46)
Selkäsaari är en ö i Finland.   Den ligger i den ekonomiska regionen  Rovaniemi ekonomiska region  och landskapet Lappland, i den norra delen av landet, 700 km norr om huvudstaden Helsingfors.